# 朱厚燁
益莊王朱厚燁（1498年10月25日—1556年6月28日），號勿斋，是益端王朱祐檳的嫡第一子，明朝第二代益王。

## 生平
弘治十一年十月十一日生。正德四年（1509年）册封为益王世子，嘉靖二十年（1541年）襲封益王。嘉靖三十五年五月二十二日薨，他在位十五年，享年五十九歲，諡莊。無子，一年後由其弟崇仁王朱厚炫嗣位。
正妃王氏，荆州府通判王纶女，正德十年（1515年）九月册为世子妃，先去世，继妃万氏，南城兵馬副指挥萬梓堂之女。

## 墓葬
朱厚燁的墓址在今江西省南城县洪门镇长塘村金华山，其墓葬于1958年发掘，该墓出土文物已由中国历史博物馆收藏。

[誌蓋]

大明益莊王壙志

[誌文]

翰林院撰文。
王讳厚烨，益端王长子。母妃彭氏。王生于弘治十一年十月十一日。正德四年闰九月初十日，册封为益世子。嘉靖二十年二月十二日，册封为益王。嘉靖三十五年五月二十二日，以疾薨，享年五十有九。妃王氏先薨，继妃万氏。讣闻，辍视朝三日，遣官致祭，命有司治丧葬如礼。在京文武官各致祭焉。以嘉靖三十六年三月十七日，葬于南城县金华山水溅之原。呜呼！王以宗室之亲，为国藩辅。甫膺封爵，贵富兼隆。兹以令终，夫复何憾！爱述其概，纳诸幽圹，用垂不朽云。
万历十八年十二月二十四日，孝孙嗣益王翊矧，奏奉俞旨，扶柩附葬，开圹睹朽，更敛易棺。次年辛卯正月五日，重修勒石。